# テイア (仮説上の天体)

テイアが地球の L_{4}ラグランジュ点で形成され、移動して原始地球と衝突、月が形成される様子を模式的に示したアニメーション。実際にはテイアは地球と共に太陽の周りを公転しているが、このアニメーションでは地球を固定しテイアの相対的な位置を示している。

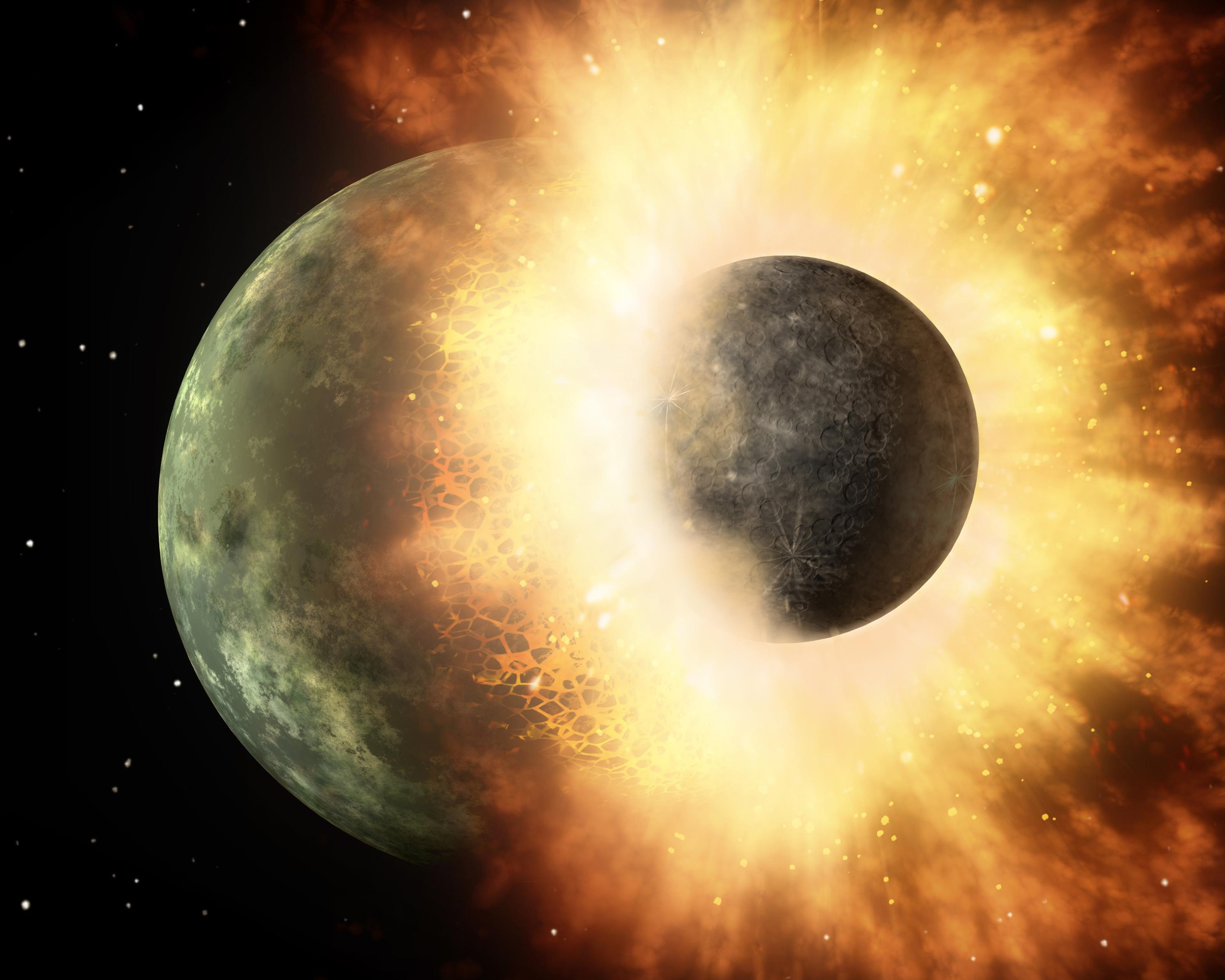
ジャイアント・インパクト説のイラスト

テイア（英: Theia）は、ジャイアント・インパクト説において、およそ46億年前に原始地球に衝突し、そこから現在の地球と月が誕生したと考えられている太陽系の仮説上の原始惑星である。
ジャイアント・インパクト説による推定から、火星（直径6,794 km）とほぼ同じサイズだったと考えられている。
従来、ジャイアント・インパクト説ではテイアの由来については不明確であったが、近年、原始地球 - 太陽の系のラグランジュ点 L4またはL5で形成され、その後その質量が増すに連れて軌道が乱れ、原始地球に接近してついに衝突したという説がとなえられている。
衝突によりテイアは破壊され、その破片の大部分は無色鉱物に富んだ地球のマントルの大量の破片とともに宇宙空間へ飛び散った。テイアの鉄のコア（中心核）の大部分はすぐに原始地球に落下してその一部となり、これで今日の地球が大きな鉄のコアを持つことになった。衝突は正面衝突ではなく斜めに衝突したため、かなりの量の破片が地球の周囲を回る軌道上に残った。軌道上の破片は一時的に土星の環のような円盤を形成したが、やがて破片同士が合体していき月が形成されたと考えられている。
名は、ギリシア神話における、月の女神セレネの母テイアに由来する。